# Nederlandsche Cocaïnefabriek
La Nederlandsche Cocaïnefabriek o NCF (en castellano: Fábrica de Cocaína Neerlandesa) fue una empresa con sede en Ámsterdam que producía clorhidrato de cocaína con fines médicos en el siglo XX. Importaba su materia prima, la coca de Java, de las Indias Orientales Neerlandesas y vendía sus productos en toda Europa, obteniendo buenos beneficios, especialmente en los primeros años de la Primera Guerra Mundial. La NCF también producía morfina, heroína y efedrina.

## Historia

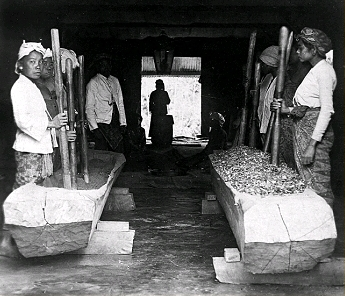
Trabajadores triturando hojas de coca en Java

En 1875, las primeras plantas de coca fueron trasladadas desde Brasil al Jardín Botánico de Buitenzorg en Java. Poco después, se inició la producción comercial en Java, Madura y Sumatra. Las hojas de coca se exportaban, principalmente a Alemania, a través del Koloniale Bank de Ámsterdam. Esta empresa comerciante de productos agrícolas movió entre 34 y 81 toneladas de hojas de coca de Java al año entre 1892 y 1900. Debido a la creciente demanda y a un suministro constante, el Koloniale Bank decidió iniciar la producción de cocaína en Ámsterdam y fundó la Nederlandsche Cocaïnefabriek el 12 de marzo de 1900. La producción comenzó en un edificio diseñado por Herman Hendrik Baanders. El edificio fue ampliado en 1902, pero en 1909 la fábrica se trasladó a otro lugar. La cocaína se vendía como medicamento para diversas dolencias del pecho y los pulmones, pero también se utilizaba como droga recreativa. La NCF pronto se convirtió en uno de los principales productores de cocaína de Europa.

### Primera Guerra Mundial
Al principio, el NCF se benefició de la Primera Guerra Mundial al hacerse cargo de los mercados establecidos por el líder del mercado alemán Merck, que se vio afectado por una prohibición de exportación. Se aplicó una prohibición holandesa de vender suministros médicos a las partes en conflicto, pero la NCF obtuvo una exención. La NCF había estado vendiendo parte de su cocaína a Burroughs Wellcome & Co, que la utilizó en su Marcha Forzada, un producto que se anunciaba con: «Alivia el hambre y prolonga el poder de resistencia». La cocaína y el opio estaban fácilmente disponibles para los soldados, por ejemplo, en el distrito de vida nocturna del West End de Londres, hasta que fueron prohibidos y sometidos a la Ley de Defensa del Reino en 1916. En 1917, la guerra submarina indiscriminada paralizó prácticamente las importaciones extranjeras, lo que afectó a la NCF tanto como a otras empresas.

### Sustancias controladas
Las conferencias de Shanghái (1909) y La Haya (1912) sentaron las bases para el control de los narcóticos. En la Ley del Opio holandesa de 1919, la cocaína se convirtió en una sustancia controlada. Para la NCF esto significaba que tenía que obtener un permiso para producir y vender, y así lo hizo. A principios de la década de 1920, la NCF producía el 20% de la cocaína del mundo. En una nueva revisión de la Convención Internacional del Opio de 1925 se decidió un sistema de certificados para regular las exportaciones de cocaína estrictamente médica y científica. En los Países Bajos se impusieron más restricciones legales en 1928 para limitar la venta de cocaína a usos médicos. Esto también afectó a la NCF, pero como no todos los países vecinos ratificaron las decisiones de la Convención (inmediatamente), continuaron algunas ventas libres de cocaína. Sin embargo, en 1930 la cocaína se había convertido en un producto marginal y la NCF estaba dirigiendo su producción hacia otros productos.

### Años finales
A principios de la década de 1930, la NCF comenzó a fabricar opiáceos como la morfina y la codeína para llenar el vacío dejado por el mercado en desaparición de la cocaína. Sin embargo, la situación del mercado de estos productos no era positiva y los márgenes eran pequeños. Al estallar la Segunda Guerra Mundial, la NCF vio aumentar sus ganancias con sus opiáceos, debido a la escasez en el mercado. Bajo la ocupación alemana, la NCF produjo efedrina, pero la falta de materias primas pronto afectó a la empresa.
Después de la guerra, la producción se recuperó y se importó paja de adormidera (Papaver somniferum) de Turquía y Yugoslavia para producir morfina y otros opiáceos. En 1962, las acciones de la empresa fueron adquiridas por KZO. Poco después, KZO pudo comprar también VPF, el principal competidor holandés de NCF. KZO reorganizó y fusionó la producción de ambos, cerrando las instalaciones de Ámsterdam. En 1975, Nederlandsche Cocaïnefabriek pasó a llamarse NCF Holding BV, una empresa propiedad de AkzoNobel.